# کشتگان
کشتگان، روستایی مرزی در دهستان کشتگان بخش بم‌پشت شهرستان سراوان در استان سیستان و بلوچستان ایران است. این روستا، مرکز دهستان کشتگان است.

## جمعیت
بر پایه سرشماری عمومی نفوس و مسکن در سال ۱۳۹۵، جمعیت این روستا برابر با ۸۱۹ نفر (۲۴۰ خانوار) بوده‌است.